# Telegenova
Telegenova è una televisione regionale ligure, nata come tv via cavo nel 1974 per iniziativa di Umberto Bassi, prima emittente in Liguria e tra le prime emittenti locali in Italia.
Attualmente la nuova sede si trova al CINEPORTO di Genova Cornigliano in via Ludovico Antonio Muratori 15.

## Storia
Nel 1986 Telegenova è rilevata da Salvatore Cingari e da allora si consolida la volontà di sviluppare il palinsesto tenendo conto della diffusione regionale dell'emittente. Nel 2003 l'esperienza legata alla gestione di due canali satellitari (Liguria Sat), porta Telegenova alla diffusione sperimentale in tecnica digitale terrestre. Nel 2013 la prima emittente ligure viene rifondata, e da un'idea di Sergio Barello, Lino Campisi e Andrea Biondi, nasce Telegenova Live. Da quel momento sugli schermi della televisione trovano il rilancio volti del calibro di Corrado Tedeschi e Paola Balsomini, ma la televisione non riesce a tornare ai vecchi splendori. Così nel 2015 avviene una nuova svolta: Sergio Barello acquisisce interamente la proprietà della televisione, diventando di fatto l'unico editore. La prima iniziativa è stata quella di riportare il nome originale all'azienda: non più "Telegenova Live", ma "Telegenova". L'idea è quella di creare una Tv innovativa, semplice, immediata, dove notizie, sport, intrattenimento, cultura, siano miscelate da un gruppo di conduttori affiatati, pronti a creare un progetto unico. Così la redazione riparte da un mix di volti storici, tra cui Guido Martinelli e Luca Lavagetto, e giovani intraprendenti come Sara Tagliente e Alessandro Bacci. Ad affiancare la redazione, un altro volto noto del panorama televisivo genovese: Enrico Cirone, licenziato pochi mesi prima da Telenord. A capo del gruppo il direttore responsabile Silvana Bonelli, che decide di abbandonare l'emittente nel 2016. Al suo posto la responsabilità di direttore viene acquisita proprio da Sara Tagliente.
Oggi l'azienda si rispecchia nel proprio slogan "La tv che cresce". Nell'estate 2015 Telegenova ha affrontato una delle perdite più dolorose. Lo storico regista e montatore Pierluigi Manfra, detto "Pigio", scompare all'età di 55 anni il 27 luglio
Telegenova viene trasmessa sul multiplex regionale Telecity Liguria sulla frequenza 24.
Dal 1º gennaio 2023 l'emittente è tornata ad essere visibile anche sul canale 14 del digitale terrestre.

## Palinsesto
Il palinsesto di Telegenova prevede spazi per informazione, sport, cinema, intrattenimento e televendite.

## Redazione
- Sara Tagliente, redazione cronaca
- Luca Lavagetto, redazione sportiva